# عمان في الألعاب البارالمبية الصيفية 2004
تنافست عُمان في دورة الألعاب البارالمبية الصيفية 2004 في أثينا باليونان. وضم الفريق اثنين من الرياضيين كلاهما من الرجال وهما خالد البلوشي وبدر الحارثي. ولم يحصل الفريق على أي ميداليات. حيث كانت مشاركة عمان في دورة الألعاب البارالمبية للمرة الأولى في دورة الألعاب البارالمبية الصيفية لعام 1988.

## الرياضة

### رفع الأثقال

#### فئة الرجال
| رياضي                | حدث   | نتيجة | رتبة |
| -------------------- | ----- | ----- | ---- |
| خالد جول البلوشي     | 60كجم | 120.0 | 13   |
| بدر حمود سيف الحارثي | 56كجم | 125.0 | 10   |